# コラルの探検
コラルの探検（こらるのたんけん）は1979年4月7日～1980年3月29日までTBS系列の番組『ちよ太郎こども劇場』枠内で放送されたフランス・ポーランド合作の人形アニメーション。フランスでは『コラーゴル（Colargol）』というタイトルで放送されており、日本版では日本コロムビア（当時）所属のアニメソング歌手たちが声優を務めていたのが特徴。ミュージカル仕立ての作品で、ストーリー中の随所で登場キャラクターによる歌唱シーンが描かれている。

## 概要
原作はフランスのオルガ・プシヌ（Olga Pouchine）作による童話。レコード盤付きの歌絵本としてリリースされ好評を博した作品を、アルベール・バリエ（Albert Barillé）が率いるフランスの児童番組製作会社プロシディス（Procidis）により人形アニメ化されたのが本作。人形アニメの実制作は、日本でも劇場公開された『おやすみ、クマちゃん』で知られるポーランドのセ・マ・フォル（Se-Ma-For）スタジオが担当。タデウシュ・ヴィルコシュ（Tadeusz Wilkosz）を中心としたスタッフにより1968～74年にかけて制作された。日本語版製作はタツノコプロとザック・プロモーション。

## あらすじ
本作は1話あたり10数分の尺で、複数話で1エピソードが完結する連続ストーリー。
日本語版では放映時間の都合上、本編内容が若干カットされており、場合によっては原版にはないナレーションを付加することで削除箇所のフォローがなされている。
第1～7話
美しの森に住む子グマの少年コラルはある日、友人たちの協力で空に浮かぶ鳥の城を訪れ魔法の笛を授かり、それを機にコラルは素敵な美声で歌うことができるようになった。偶然そのころ森を訪れていたサーカス団の座長はその歌声に惚れ入りコラルをスカウトする。その歌声で一躍サーカスの人気スターとなるコラルだったが、休養を認めない座長の酷使により次第に重度のホームシックに。そんなコラルの窮状を知ったカラスのクローは森の仲間たちと共にコラル救出作戦を開始する。
第8～13話
森の学校の臨海教室。コラルは泳ぎに夢中になるあまり、湾を出て外洋に飛び出してしまう。コラルは北極行きの漁船に拾われるが、意地悪な船員たちに雑務全般を押し付けられることに。北極到着を機に、コラルは船に乗り込んでいたネズミのヘクター、駆けつけてきたクローと共に船を脱出し、そこでホッキョクグマの女の子ノルディンに出会う。コラルたちはノルディンの友人たちの協力で、なおもしつこくコラルを拉致しようとする船員たちを撃退。
第14～21話
コラル・クロー・ヘクターの3人組はオンボロ宇宙船で宇宙探検に出発。
第22～27話
クローの結婚式が行われることになり、美しの森は大にぎわい。クジラのゲルメインの背に乗ってノルディンも祝福にやってくるが、様々な騒動が巻き起こる。
第28～33話
ひょんなアクシデントで魔法の笛を失くしてしまったコラル。すでに美声の持ち主としての名声が広まっていたために笛のないコラルは大ピンチ。
第34～40話
コラルの夢の中でのお話。アメリカ西部開拓時代にやってきたコラル・クロー・ヘクターの3人組は、黄金を奪ったギャング団ブラッキー一味をやっつけて名誉保安官に。
第41～51話
ヘクターがブラッキー一味に誘拐された。ヘクターは病床の伯父から黄金のチューリップの製法を受け継いだのだが、ブラッキー一味はその黄金の秘密を奪おうとしているのだ。報せをうけたコラルとクローは、ヘクター救出のため追跡を開始。ブラッキーを追って世界中を駆け巡る。
第52～53話（日本未放映）
美しの森のクリスマスパーティー。ところがここにやってきた魔女のいたずらで大変なことに…

## 登場人物
コラル（声：大杉久美子）
美しの森に住むクマの男の子。勉学・運動ともに振るわない森の学校の劣等生だが、好奇心と行動力は人一倍。ある日、空に浮かぶ鳥の城を訪れ、そこで鳥の王様から魔法の笛を授かったのをきっかけにすべてが一変。魔法の笛を喉に嵌めることで素晴らしい美声で歌うことができるようになった。それからはクロー・ヘクターと共に様々な冒険を繰り広げることになるが、聴く者誰をも魅了する彼の歌声は度々降りかかるピンチをはねのける力となる。
クロー（声：ささきいさお）
コラルの親友のカラス。男性。立派な大人だが、子供のコラルと対等な友人として接している。広範な知識を持ち冒険の先々でコラルのよきアドバイザーとして活躍。シリーズ中盤で結婚し所帯持ちとなるが、新婚早々奥さんの尻に敷かれることに。そんな家庭での居心地があまり良くないこともあり、結婚後も外出してコラルと一緒にいるのが性に合っている様子。
ヘクター（声：水木一郎）
コラルの親友のネズミの男の子。小柄な体格とすばしっこさの長所を活かして活躍。やや堪え性がなく面倒事にはすぐ不平を言って投げだすこともあるが、ギャング団のブラッキー一味に誘拐されたときは、人質でありながら相手に物怖じしない堂々たる態度で応じる気概を見せていた。ネズミゆえ繁殖力が高いのか、そっくりな容姿の親戚が世界中に暮らしている。
ノルディン
コラルのガールフレンドのホッキョクグマの女の子。やんちゃなコラルに比べると、ややお姉さん的な落ち着いた性格。コラルと一緒にいたのは北極編とクローの結婚式編でのみだが、宇宙探検編・世界一周編でもコラルの思い描くイメージとして登場している。
ペンギンさん
ペンギンなのになぜか北極に住んでいるノルディンの友人。男性。クローの結婚式にもノルディンに同行して美しの森にやってきた。ノルディンのマネージャー気取りで周囲に愛想を振りまくが、ほとんど相手にされない。ショックを受けると気絶して体が真っ白になる。ペンギンくんと呼ばれる場合もある。
ゲルメイン
コラルやノルディンの友人で、世界有数の巨体を誇るクジラ。男性。とてもおおらかな性格で海に住む多くの生き物たちから慕われている人気者。
ゾール
美しの森の天文台に住む科学者のフクロウ。男性。科学者としては優秀なのだが、些細なアクシデントにも大げさに動転して取り乱してしまう慌て者であり、その性格のためか周囲からの信頼度はいまひとつ。発明家でもあり、彼がコラルに貸し与えた自作の万能アタッシュケースは自動車・ヘリコプター・ボートなどに変化するスーパーマシンで、誘拐されたヘクターの追跡に大活躍だった。クリスマス編では自らこのアイテムで魔女に挑んだが返り討ちに。
リンクス
「リンクスさま」と呼ばれ崇められているアメリカのインディアン部族たちの守護神。祈りに応えて出現し、様々な奇跡を起こして困っている者を助けてくれる。コラルがインディアンたちの仲間として認められたことにより、コラルの願いにも応じてくれるようになった。本来はコラルの夢の中だけの存在だったのだが、後に現実にも登場してコラルとクローを助けている。
サーカスの座長夫妻
コラルの美声に目をつけてスカウトしたサーカス団の座長とその妻。人間。夫婦揃って金品に卑しく、かわいらしさと美声でサーカスのドル箱スターとなったコラルを虐待同然に拘束しステージに立たせ続けた。コラルを手放した後、新たにノルディンを誘い込もうとするが森の動物たちの妨害にあい逃走。以後の消息は不明。
漁船の船員たち
北極海でセイウチなどを獲る漁船の船員たち。人間。たまたまコラルを保護したのをいいことに、自分らの仕事をコラルに押し付けてサボったうえ、コラルに逃げられた後もあの手この手で連れ戻そうと画策した。
魔女
宇宙探検でコラルたちを妨害した魔女。後に美しの森のクリスマスにも乱入して混乱を巻き起こした。
ブラッキー
世間に広く名を知られたギャング団の首領のオオカミ。男性。黄金にはとにかく目がなく、手段を選ばず黄金を強奪するのが行動原理のすべてと言っても過言ではない。伯父から黄金のチューリップの製造法を伝授されたヘクターを誘拐し、秘密を聞き出して黄金を大量栽培しようと企んだが、実は黄金のチューリップは黄金色というだけで黄金そのものができるわけではなかったというオチがつく。この例に限らず普段の判断力も行動もどこか間が抜けており、しかも気分屋でわがままを言い放題と、子分たちからもほとんど信頼されていない。

## キャスト
- コラルの声：大杉久美子
- クローの声：ささきいさお
- ヘクターの声：水木一郎
- ナレーション：堀江美都子
- その他：かおりくみこ[3]、こおろぎ'73

## 主題歌
- OP：『3人のうた』

（作詞：香山美子、作曲・編曲：小森昭宏、歌：大杉久美子、こおろぎ'73）
- ED：『ゆめみるコラル』

（作詞：香山美子、作曲・編曲：小森昭宏、歌：大杉久美子）
本作品は人形アニメーションであり、いわゆる「セルアニメ」とは異なる系列の作品なのだが、何故か他のセルアニメ作品に混じって『続々々・テレビまんが主題歌のあゆみ』に収録されている。

## 再放送
1990年にNHK BS2の『衛星アニメ劇場』枠内で再放送された。放映形態は本放映とは異なり、日本語版主題歌はカットされ、代わりに本編映像を再編集したビデオクリップ（冒頭のワンカットのみ日本版タイトルロゴの表示）に英語版主題歌を乗せたものがオープニングとして使われ、1回につき本編を3話連続で放映、エンディングはオープニングと同じ英語版主題歌で単色バックにスタッフ・キャスト名のテロップのみの映像で構成されていた。